# Manuel Gisbert Rico
Manuel Gisbert Rico (València, 1877 - 1942) fou un polític valencià. Llicenciat en dret i en filosofia i Lletres per la Universitat de València. Militant del Partit d'Unió Republicana Autonomista (PURA), fou escollit regidor de l'ajuntament de València el 1931 i el nomenaren director de la Casa de Beneficència i vicepresident de la Diputació de València.
Nomenat alcalde de València el novembre de 1934, durant cinc mesos exercí el càrrec de manera provisional a causa d'uns recursos presentats per Dreta Regional Valenciana, tot i que aquest partit formava part de la coalició CEDA, de la que n'eren socis del govern de Ricardo Samper. Durant el seu mandat es va posar la primera pedra de la nova seu de l'Ateneu Mercantil de València Després de les eleccions de febrer de 1936, en les que va vèncer el Front Popular, va dimitir.
La seua neta, Teresa Gisbert Jordà, fou nomenada fiscal en cap del Tribunal Superior de Justícia de la Comunitat Valenciana el 2019.